# Wohn- und Geschäftshaus Breesener Straße 36 (Laage)

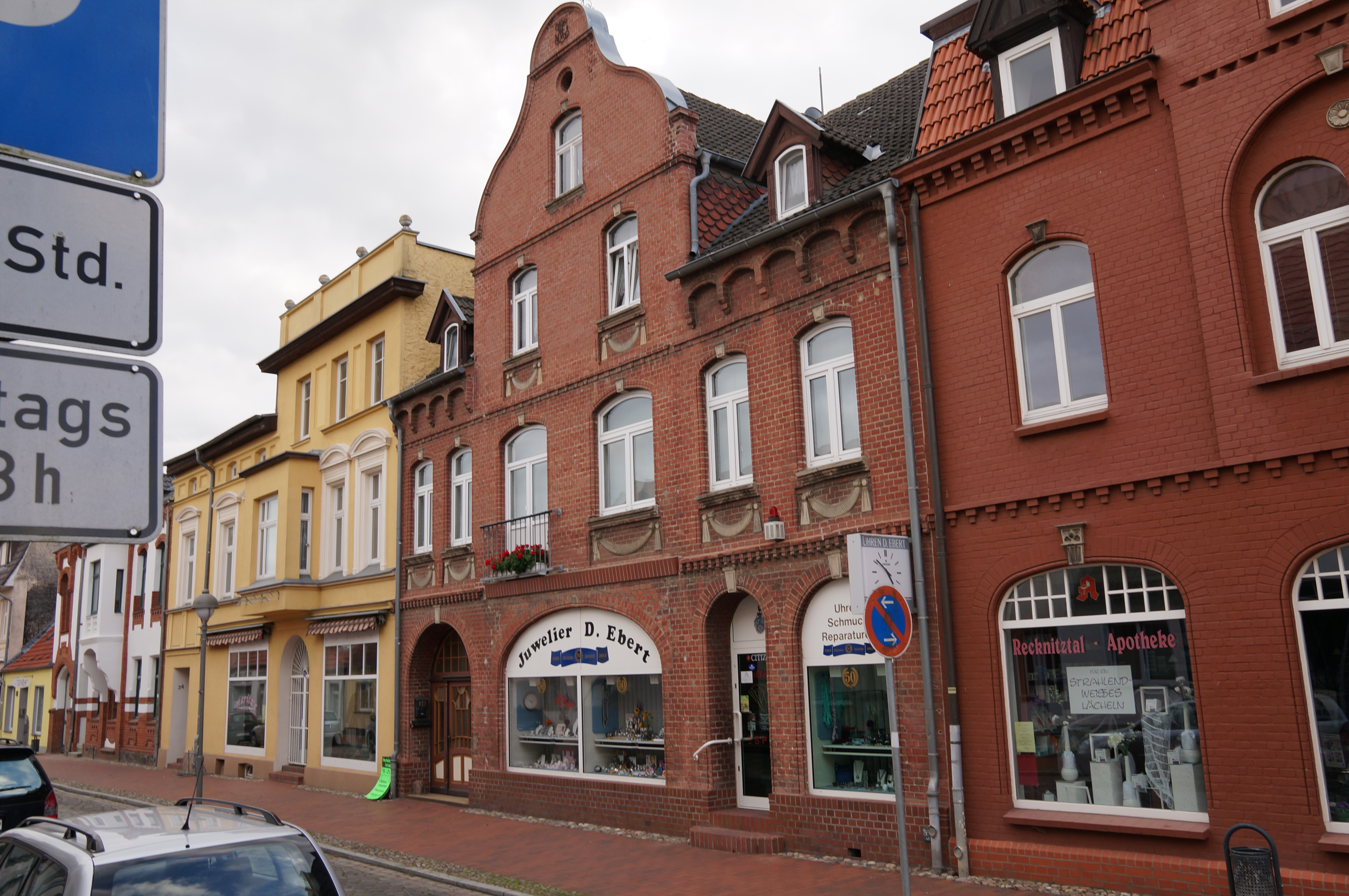

Das  Wohn- und Geschäftshaus Breesener Straße 36 in Laage stammt aus dem 19. Jahrhundert.
Das Gebäude steht unter Denkmalschutz.

## Geschichte
Das 1216 erstmals erwähnte Dorf Laage im Landkreis Rostock in Mecklenburg-Vorpommern hat 6469 Einwohner (2019).
Das zweigeschossige verklinkerte historisierende Haus mit dem dreigeschossigen Giebelrisalit mit rundem Abschluss, dem Bogenfries und den dekorierten Fensterbrüstungen wurde am Ende des 19. Jahrhunderts gebaut. Bemerkenswert ist das Portal. Es wurde im Rahmen der Städtebauförderung in den 1990er Jahren saniert.